# Ophiorrhiza nepalensis
Ophiorrhiza nepalensis är en måreväxtart som beskrevs av Debendra Bijoy Deb och Durga Charan Mondal. Ophiorrhiza nepalensis ingår i släktet Ophiorrhiza och familjen måreväxter.
Artens utbredningsområde är Nepal. Inga underarter finns listade i Catalogue of Life.